# Sự kiện đảo Hải Nam

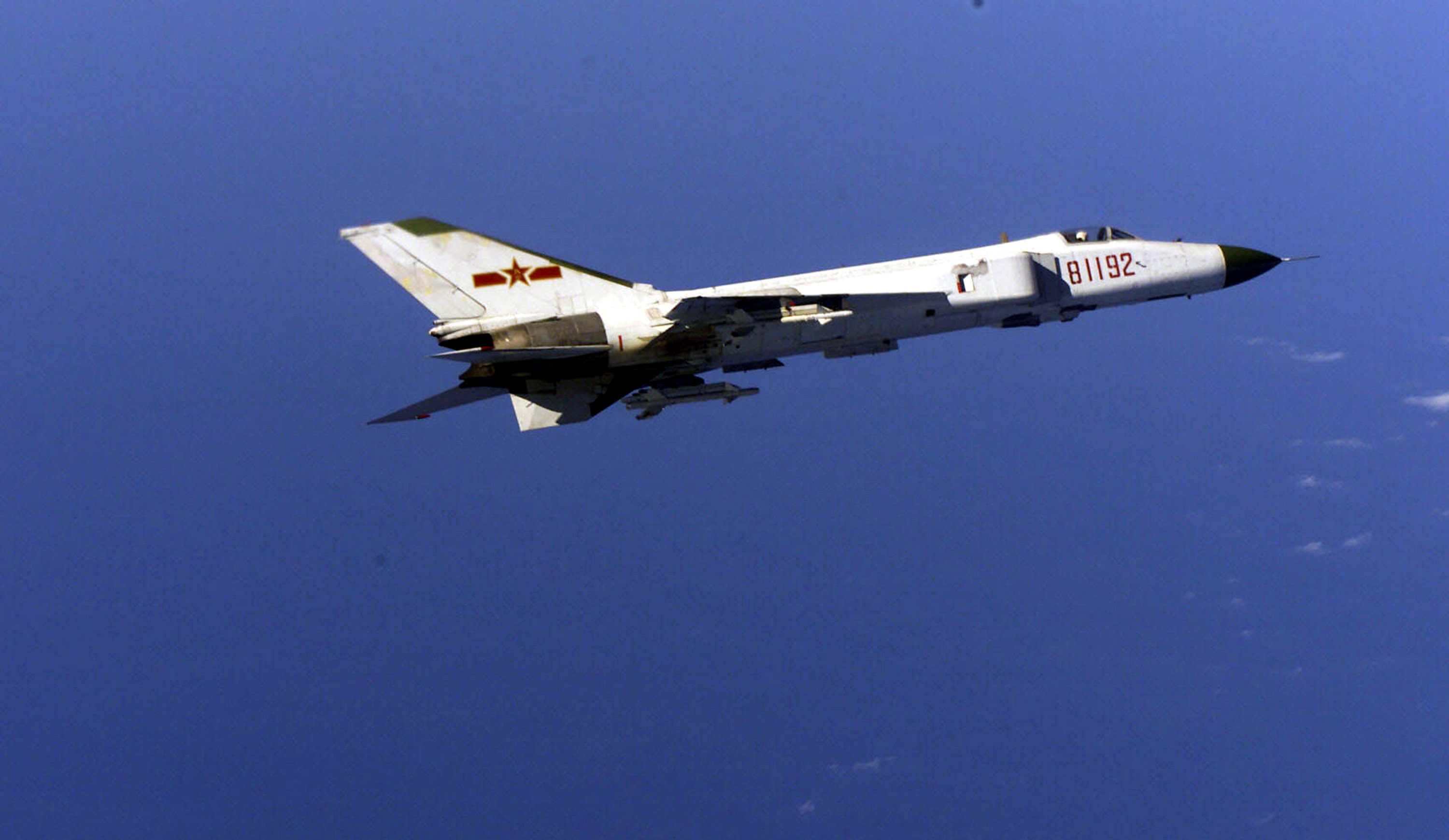
Shenyang J-8

Sự kiện đảo Hải Nam diễn ra ngày 1 tháng 4 năm 2001. Một vụ va chạm trên không giữa chiếc EP-3E ARIES II của Hải quân Hoa Kỳ số hiệu máy bay thám thính (BuNo 156511) và chiếc máy bay tiêm kích đánh chặn J-8II của Hải quân Quân giải phóng Nhân dân Trung Quốc gây ra một sự kiện quốc tế giữa Hoa Kỳ và Trung Quốc. Phi cơ chiến đấu Trung Quốc đã bay sát chiếc máy bay thám thính của hải quân Mỹ, phi công Mỹ phải hạ cánh khẩn cấp xuống một phi trường ở đảo Hải Nam, trong Vịnh Bắc Bộ. Sau đó 24 nhân viên phi hành đoàn được thả sau 11 ngày bị bắt giữ, sau khi chính phủ Mỹ bày tỏ sự hối tiếc, mặc dù không chính thức xin lỗi. Từ đó, mối bang giao giữa Bắc Kinh và Washington DC thắm thiết suốt 8 năm và máy bay Trung Quốc không bao giờ lượn ép gần phi cơ thám thính của Mỹ nữa. Đây được xem là chính quyền Trung Quốc thử trắc nghiệm Tổng thống George W. Bush, ba tháng sau khi ông Bush nhậm chức.